# Милохиоидни мишић
Милохиоидни мишић (лат. musculus mylohyoideus) је парни натхиоидни мишић врата, који припада средњем слоју предње групе његове мускулатуре. Простире се од тзв. милохиоидне линије на телу доње вилице до подјезичне кости и до средине пода усне дупље где се спаја са аналогним мишићем супротне стране. У ствари, између два мишића се налази фиброзна преграда, која се простире од брадне бодље до тела хиоидне кости.
Оба милохиоидна мишића, заједно са дигастричним и гениохиоидим мишићним влакнима, учествују у изградњи пода усне дупље и остварују контакт са подвиличном пљувачном жлездом.
Инервација потиче од милохиоидног живца, који представља грану доњовиличног нерва. Дејство мишића зависи од тачке ослонца и огледа се у подизању подјезичне кости (током гутања и говора), подизању пода усне дупље и језика, а такође учествује у спуштању доње вилице и процесу отварања уста.